# Toujane
Toujane (arabe : توجان) est un village berbère situé à 25 kilomètres de Matmata et à 38 kilomètres de Médenine, dans le gouvernorat de Gabès, au sud de la Tunisie.
Il est aussi appelé Dkhilet Toujane ou Dekhilet Toujane.

## Histoire
Toujane est fondé par les Berbères au XIIe siècle.

## Culture populaire
C'est dans ce village qu'ont été tournées les scènes finales du film La Folle de Toujane (1974) de René Vautier.
Le village de Toujane est également une carte multijoueur du jeu de tir Call of Duty 2.